# Go Fish
Go Fish és una pel·lícula estatunidenca independent de Rose Troche, estrenada l'any 1994. Ha estat doblada al català.

## Argument
Max, una estudiant lesbiana, es troba en un cafè amb una amiga quan coneix una jove hippie, Ely, amb qui va al cinema. Durant aquest temps, una altra noia, Evy, és caçada per la seva mare que descobreix que és lesbiana. Evy es refugia amb la seva amant Kia, collogatera de Max.

## Repartiment
- Guinevere Turner: Camille 'Max' West
- V.S. Brodie: Ely
- T. Wendy McMillan: Kia
- Anastasia Sharp: Daria
- Migdalia Melendez: Evy
- Jamika Ajalon: la mare d'Evy

## Guardons

### Premis
- Teddy Award a la millor pel·lícula de temàtica LGBT al Festival Internacional de Cinema de Berlín (1994)
- Premi del Públic i nominació al Banda original de la crítica al Festival del cinema americà de Deauville per Rose Troche (1994)
- GLAAD Media Awards al millor film (1994)
- Premi Open Palm per Rosa Troche als premis Gotham (1994)
- Premi del Públic a la millor pel·lícula al Festival Internacional de Cinema Lèsbic i Feminista de París (1994)[3]

### Nominacions
- Premis Independent Spirit: nominada a millor actriu secundària (V.S. Brodie) (1994)
- Festival de Sundance: nominada al Gran Premi del Jurat - Drama (1994)

## Crítica
- "Tediosa i irritant, soporífer experiment per explicar com s'avorreixen les lesbianes joves", segons M. Torreiro (El País).[4]